# 托基尔·加尔普
托基尔·加尔普（丹麥語：Torkild Garp，1883年1月31日—1976年2月16日），生于哥本哈根，丹麦男子竞技体操运动员。他曾代表丹麦获得1912年夏季奥运会体操比赛男子团体瑞典式银牌。